# 王卓鈞
王卓鈞（1951年9月3日—），中華民國警官、臺灣臺北人，現任中信保全股份有限公司董事長，曾任內政部警政署署長，亦是目前在位最久的警政署長。
由於旋轉門條款，王卓鈞退休後，先是擔任中信反毒基金會副董，三年期滿後，2019年才轉任中信保全董事長。

## 警界生涯
- 父為已故台北市政府警察局局長王魯翹。早年王魯翹並不希望兒子與警界有牽扯，長子順從父意攻醫，但是硬脾氣的王卓鈞，硬是先斬後奏地考進中央警官學校四十期公共安全系，王魯翹拗不過他想懲奸罰惡的願望，才不再攔阻[3]。

- 1974年，王卓鈞就讀中央警官學校三年級時，父親王魯翹年底因車禍離世，遽遭變故的他放棄外勤升遷機會，自願留校擔任訓導工作，以便就近照顧家人，年餘後才重新收拾情緒，外調內政部警政署刑事警察局執行第一線刑事警察工作[3]。

- 1982年，任內政部警政署刑事警察局組長。

- 1984年，任臺中市政府警察局第一分局分局長。

- 1987年，任內政部警政署刑事警察局偵查第一隊隊長。

- 1988年，任臺北市政府警察局景美分局分局長。

- 1989年，任臺北市政府警察局中山分局分局長。

- 1992年，任南投縣政府警察局局長。

- 1993年，任內政部警政署經濟組組長，與時任中華民國法務部部長馬英九聯手查獲仿冒經濟案件[4]。

- 1994年，任內政部警政署刑事警察局副局長。

- 1996年，任臺中市政府警察局局長。

- 2000年，任臺北市政府警察局局長。

- 2008年6月20日，時任內政部警政署署長侯友宜調任中央警察大學校長，陞任內政部警政署署長。[5]

- 2005年，獲第5屆國立臺北大學傑出校友。

- 2006年，獲第3屆中央警察大學傑出校友。[6]

- 2015年3月31日，退休前夕，獲頒卿雲勳章。[7]

- 2015年4月1日，王卓鈞提前申請退休獲准，由時任新北市政府警察局局長陳國恩接任警政署署長一職。[8]

- 王卓鈞警界歷練表現優異。34歲，陞任臺中市政府警察局第一分局分局長，是當時全臺最年輕的警分局長。37歲，擢陞臺北市政府警察局景美分局分局長，打破顏世錫38歲擔任臺北市政府警察局分局長紀錄。45歲則接替退休的孟宜蓀出任臺中市政府警察局局長，幾乎每個職務歷練都創下「最年輕」紀錄。[4][9]

## 卸任生活
- 王卓鈞退休後，受中信集團延攬出任「反毒基金會」副董事長一職，推動國內反毒教育工作。[10]

- 2019年，出任中信保全股份有限公司董事長。[11]

## 荣誉

### 中华民国勋章奖章
- 三等卿云勋章（2015年3月31日于台北总统府颁授[12]）

## 家庭
- 父王魯翹，中美特種技術合作所蘭州訓練班畢業，國民政府軍事委員會調查統計局情報員，軍統局警衛隊隊長，曾參與刺殺王亞樵、汪精衛，後任職臺北市政府警察局少年警察隊隊長（早期的高階警官大部分都是軍人轉任）、臺北縣警察局局長，臺灣省政府警務處刑事警察大隊大隊長，臺北市政府警察局局長；1974年因車禍逝世。[13][14]

- 兄王大鈞，臺灣大學醫學系畢業，亦是臺灣第一位神經外科博士，從醫界退休後，跨足建築設計領域。[15][16]
- 其長子王惟立，於2020年5月28日，與藝人丫頭（詹子晴）登記結婚。
- 次子王惟正

## 軼事
王卓鈞為台北市政府警察局第26任局長，其父王魯翹則為第17任局長；巧合的是，在該局史蹟室懸掛的歷任局長照片，王魯翹照片的位置，正好掛在王卓鈞照片的正上方，他曾對此私下向同仁打趣說：「原來我父親一直壓著我。」

## 爭議事件
- 2004年4月10日，警方使用噴水車強制驅離泛藍群眾[19][20][21]，獲得時任中華民國行政院院長游錫堃讚揚[22]。

- 2014年3月23日，警方以噴水車水波及動用警棍等警械驅離323佔領行政院事件的學生，被部分人士批評違反比例原則[23][24]。3月26日，時任中華民國內政部部長陳威仁、內政部警政署署長王卓鈞願意就驅離的部分致歉，但強調是時任行政院院長江宜樺下令驅離，並堅稱沒有違法[25]。